# Fort Bravo (film)
Pour les articles homonymes, voir Fort Bravo et Bravo.
Pour plus de détails, voir Fiche technique et Distribution.
Fort Bravo (Escape from Fort Bravo) est un western américain réalisé par John Sturges, sorti en 1953, avec dans les rôles principaux William Holden et Eleanor Parker.

## Synopsis
En pleine guerre civile aux États-Unis, Fort Bravo est un camp de prisonniers sudistes. Sa position totalement isolée, dans une région peuplée de nombreux Indiens, en fait un camp d'où les évasions sont impossibles. Pour dissuader toute tentative d'évasion, le capitaine Roper fait régner une véritable discipline de fer et punit extrêmement sévèrement les fuyards s'aventurant hors du camp. Mais cette attitude militaire ferme déplaît à nombre de ses compagnons militaires.
Un groupe de prisonniers prépare cependant un plan d'évasion, afin de rentrer au Texas, avec la complicité d'une femme nouvellement arrivée au fort, Carla Forester.

## Fiche technique
- Titre : Fort Bravo
- Titre original : Escape from Fort Bravo
- Réalisation : John Sturges
- Scénario : Frank Fenton d'après une histoire de Phillip Rock et Michael Pate
- Lieu de tournage Texas Hollywood Tabernas Almería Andalousie Espagne
- Chef-opérateur : Robert Surtees
- Son : Douglas Shearer
- Musique : Jeff Alexander
- Montage : George Boemler
- Décors : Ralph S. Hurst, Edwin B. Willis
- Costumes : Helen Rose
- Maquillage : William J. Tuttle
- Direction artistique : Malcolm Brown, Cedric Gibbons
- Production : Nicholas Nayfack pour Metro-Goldwyn-Mayer
- Durée : 99 minutes
- Dates de sortie :
  - États-Unis : 4 décembre 1953
  - France : 14 janvier 1955
- Affiche : Roger Soubie (France)

## Distribution
- William Holden (VF : Jacques Dacqmine) : le capitaine Roper
- Eleanor Parker (VF : Nadine Alari) : Carla Forester
- John Forsythe (VF : Michel Roux) : le capitaine John Marsh
- William Demarest (VF : Jean Brochard) : Campbell
- William Campbell (VF : Marc Cassot) : Cabot Young
- Polly Bergen (VF : Joëlle Janin) : Alice Owens
- Richard Anderson (VF : Jean-Louis Jemma) : le lieutenant Beecher
- Carl Benton Reid (VF : Pierre Morin) : le colonel Owens
- John Lupton (VF : Philippe Mareuil) : Bailey

Acteurs non crédités
- Harry Cheshire (VF : Richard Francœur) : l'aumônier
- Forrest Lewis (VF : Henri Crémieux) : le docteur Miller
- Merrill McCormick : un prisonnier confédéré
- Howard McNear (VF : Maurice Dorléac) : Watson
- Alex Montoya : le sergent Chavez
- William Newell : Symore
- Charles Stevens (VF : Gamil Ratib) : Eilota, l'éclaireur indien
- Glenn Strange : le sergent Compton

## Production
Les scènes d’extérieur ont été tournées dans le parc national de la vallée de la Mort.
Le film a servi d'inspiration pour Raoul Cauvin pour le premier album des Tuniques Bleues dessiné entièrement par Willy Lambil, "Les Déserteurs" (1975)

## Sortie vidéo
Le film est sorti sur le support DVD en Europe.
- Fort Bravo (DVD-9 Keep Case) édité par Warner Bros et distribué par Warner Home Vidéo France le 14 octobre 2009. Le ratio écran est en 1.78:1 panoramique 16:9. L'audio est en français, espagnol, allemand, italien 1.0 et anglais 2.0 Dolby Digital avec présence de sous-titres français, grecs, italiens, portugais, turcs, anglais, allemands, espagnols et italiens pour sourds et malentendants. En supplément la bande annonce originale du film. La durée du long métrage est de 94 minutes. Il s'agit d'une édition Zone 2 Pal. (EAN 5051889007289) (ASIN B002GCKNFM)[1].